# Großweitzschen
Großweitzschen är en kommun och ort i Landkreis Mittelsachsen i förbundslandet Sachsen i Tyskland. Kommunen har cirka 2 600 invånare.